# Vincent Polakovič
Vincent Polakovič (* 11. März 1984) ist ein ehemaliger slowakischer Basketballspieler.

## Laufbahn
Polakovič wechselte als Jugendlicher von Chemosvit Svit nach Deutschland an das Basketballinternat an der Urspringschule. Dort wurde er von Ralph Junge gefördert, spielte für die TSG Ehingen, die mit der Schule kooperierte und stieg mit der Mannschaft 2003 in die 2. Basketball-Bundesliga auf, wobei Polakovič als Leistungsträger entscheidenden Anteil an diesem Erfolg hatte. Mit einem Punkteschnitt von 17 je Begegnung war er in der Saison 2003/04 in der 2. Bundesliga Süd Ehingens bester Korbschütze. Nach dem bestandenen Abitur 2004 verließ er Ehingen und die Urspringschule, um in den Vereinigten Staaten Leistungsbasketball und Hochschulstudium zu verbinden: Er schrieb sich erst an der University of Northern Iowa ein, wirkte im Spieljahr 2004/05 in zwei Partien mit und wechselte im Dezember 2004 die Hochschule, um fortan an der University of San Francisco internationale Wirtschaft zu studieren. Für deren Basketballmannschaft war er nach Ablauf der Transfersperre ein Jahr später ab Dezember 2005 einsatzberechtigt. Er bestritt in den Spielzeiten 2005/06 und 2006/07 40 Partien für San Francisco, seine Mittelwerte betrugen 2,9 Punkte und 1,2 Rebounds je Begegnung. In der Schlussphase der Saison 2007/08 kamen weitere sieben Spiele hinzu, in denen er im Mittel 17,3 Punkte sowie 4,7 Rebounds erzielte. Er war zuvor 24 Spiele gesperrt und spielte dann ab Mitte Februar 2008 wieder. Der Hochschulsportverband NCAA hatte die Sperre verhängt, da Polakovič 2004 Mitglied der deutschen Juniorennationalmannschaft und bei der Auswahl Mannschaftskamerad von Spielern gewesen war, bei deren Stipendienerteilung Zuwendungen getätigt worden waren, die nicht dem NCAA-Regelwerk entsprachen. Polakovič hatte allerdings keine Zahlungen erhalten.
Zur Saison 2008/09 wechselte Polakovič in sein Heimatland und schloss sich BK Inter Bratislava an. Er war mit einem Schnitt von 23 Punkten pro Partie in diesem Spieljahr bester Korbschütze der ersten slowakischen Liga. Zu Beginn der Saison 2009/10 stand er kurzzeitig in Diensten des spanischen Drittligisten Fundación Adepal Alcázar, kehrte aber im Oktober 2009 zu BK Inter Bratislava zurück, im Januar 2010 wechselte er innerhalb der Liga zu BK Svit. In Svit spielte Polakovič bis zum Ende der Saison 2011/12.
Im Oktober 2012 wurde er als Neuverpflichtung beim österreichischen Zweitligisten Vienna D.C. Timberwolves vermeldet. Neben seiner Tätigkeit als Basketballspieler wurde er in Schwechat beruflich für ein Unternehmen aus der Wasseraufbereitungsbranche tätig. Am Gewinn des Meistertitels in der 2. Bundesliga im Spieljahr 2014/15 war er mit Mittelwerten von 17,7 Punkten und 7,1 Rebounds maßgeblich beteiligt. Während die Wiener damals trotz Meistertitel nicht in die Bundesliga aufstiegen, wurde dieser Schritt nach dem abermaligen Gewinn der Meisterschaft im Frühjahr 2018 bewerkstelligt. In der Meistersaison 2017/18 erzielte Polakovič im Schnitt 10,2 Punkte je Begegnung und stand anschließend auch im Bundesliga-Aufgebot der „Wölfe“. Für die Mannschaft spielte er bis 2019, als er seine Laufbahn nach einem Bandscheibenvorfall beendete.